# Muizon
Muizon is een gemeente in het Franse departement Marne in de regio Grand Est. De plaats maakt deel uit van het arrondissement Reims. Muizon telde op 1 januari 2022 2.072 inwoners.

## Geografie
De oppervlakte van Muizon bedroeg op 1 januari 2022 7,15 vierkante kilometer; de bevolkingsdichtheid was toen 289,8 inwoners per km².

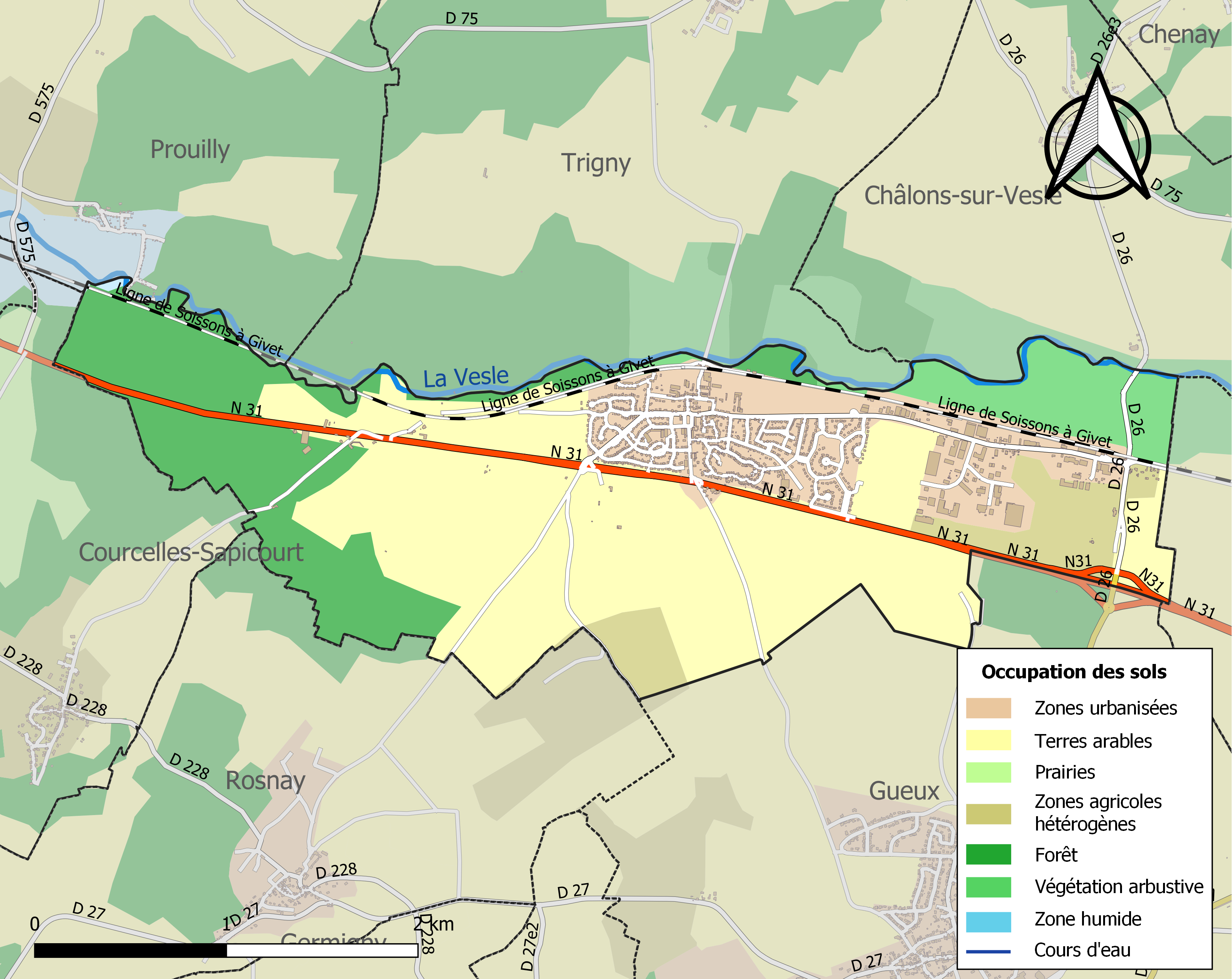
Kaart van de gemeente met de belangrijkste infrastructuur, bodemgebruik en omliggende gemeenten

## Demografie
Onderstaande figuur toont het verloop van het inwonertal (bron: INSEE-tellingen).